# Cape-Grim-Massaker
Das Cape-Grim-Massaker fand am 10. Februar 1828 im Nordwesten von Van-Diemens-Land (heute bekannt als Tasmanien) statt. Vier Schäfer mit Musketen töteten aus dem Hinterhalt 30 Aborigines vom Clan der Pennemukeer aus Cape Grim und warfen die Leichen von 60 Meter hohen Klippen ins Meer.
Der Hügel, auf dem das Massaker stattfand, wurde danach von den Schäfern Victory Hill genannt. Der Name wurde nie offiziell. Das britisch genannte Cape Grim erhielt im Jahr 2021 in der Sprache der lokalen Aborigines seinen ursprünglichen Namen Keenaook als Doppelnamen wieder. Gleiches gilt für die Bucht das Massakers, die die Briten Suicide Bay nannten. Sie wird nun auch doppelt mit Taneneryouer bezeichnet.

## Hintergrund
Der Grenzkonflikt zwischen Europäern und Aborigines war gekennzeichnet durch Gewalt und Grausamkeit, die Verschleppung und Vergewaltigung von Frauen sowie ein großes Ungleichgewicht in der Bewaffnung. Der Autor Jan Roberts schrieb:

„Im allgemeinen wurden männliche Aborigines erschossen, wenn sie gesichtet wurden, und Frauen ergriffen, um den Bedürfnissen der Schäfer und Robbenfänger zu dienen; viele nahmen jeweils zwei Frauen der Aborigines.“

1826 errichtete die Van Diemen’s Land Company auf Cape Grim und in Circular Head Höfe mit Schafhaltung. Als der Clan der Peerapper im Dezember 1827 von West Point wieder nach Cape Grim kam, fand er einige Schäfer, ihre Hütten und viele Schafe vor. Die Versuche der Schäfer, einige der Frauen der Aborigines in ihre Hütten zu locken, wurden von den Männern der Aborigines unterbunden; dies führte zu einem Kampf mit einem der Schäfer, wobei dieser mit einem Speer am Schenkel verwundet und ein Aborigine erschossen wurde.
Aus Rache trieb der Stamm eine Herde von Schafen über die Klippen und spießte 118 von ihnen auf. Im Februar 1828 tötete eine Strafexpedition der Van Diemen’s Land Company in einer Vergeltungsaktion zwölf Aborigines.

## Massaker
Am 10. Februar 1828 töteten vier Schäfer aus einem Hinterhalt 30 Pennemukeer-Aborigines aus Cape Grim, als diese Dunkle Sturmtaucher (engl. muttonbirds) sammelten. Die ersten Schäfer feuerten auf die Familien, die auf dem Strand campierten, dann trieben sie diejenigen, die Schutz in den Felsen suchten, den Hügel hinauf, wo sie massakriert wurden, bevor die Schäfer schließlich die Körper über die Klippen warfen – dieselben Klippen, über die die Schafe getrieben worden waren. Die Schäfer nannten das Gebiet nun Victory Hill („Siegeshügel“). Die Aborigines, die dem Massaker entkommen konnten, bezeichneten die weißen Siedler von nun an als Nowhummoe („Teufel“) und mieden Cape Grim, allerdings plünderten sie gelegentlich alleinstehende Hütten.
George Augustus Robinson, Protector of Aborigines in Tasmanien, untersuchte das Massaker zwei Jahre später und schrieb in seinem Bericht:

„On the occasion of the massacre a tribe of natives, consisting of women and children, had come to the [Doughboy] islands. Providence had favoured them with fine weather … They swam across, leaving their children at the rocks in the care of the elderly people. They had prepared their supply of [mutton]birds, had tied them with grass, had towed them on shore, and the whole tribe was seated round their fires partaking of their hard-earned fare, when down rushed the band of fierce barbarians thirsting for the blood of these unprotected and unoffending people. They fled, leaving their provision. Some rushed into the sea, others scrambled around the cliff and what remained the monsters put to death. Those poor creatures who had sought shelter in the cleft of the rock they forced to the brink of an awful precipice, massacred them all and threw their bodies down the precipice … I went to the foot of the cliff where the bodies had been thrown down and saw several human bones, some of which I brought with me, and a piece of the bloody cliff. As the tide was flowing I hastened from this Golgotha.“

„Im Falle des Massakers an einem Stamm von Eingeborenen mit Frauen und Kindern waren diese nach Doughboy Island gekommen. Die Vorsehung hatte sie mit schönem Wetter gelockt … sie schwammen und ließen ihre Kinder bei den Felsen in der Obhut der Älteren. Sie hatten ihren Vorrat an Muttonbirds gesammelt, sie mit Gras gefesselt und sie an Land festgebunden und der ganze Stamm saß um ihre Feuer und nahm Teil an der hartverdienten Belohnung, als eine Bande wilder, blutdürstiger Barbaren auf diese ungeschützten und harmlosen Menschen herabstürzten. Sie flüchteten und ließen dabei ihre Vorräte zurück. Einige eilten in das Meer, andere krabbelten um die Klippen und wer blieb, wurde von den Monstern getötet. Jene armen Kreaturen, die Schutz in den Spalten der Klippen gesucht hatten, wurden an den Rand eines schrecklichen Abgrundes getrieben, alle massakriert und ihre Körper den Abgrund herunter geworfen… Ich ging an den Grund der Klippen, wohin die Körper heruntergeworfen worden waren und sah einige menschliche Knochen. Einige habe ich mitgenommen, und auch ein Stück blutiger Klippe. Als die Flut kam, eilte ich fort von diesem Golgota.“

## Nachspiel
Der verantwortliche Magistrat Edward Curr (1798–1850), ein Manager der Van Diemen’s Land Company, bestritt die Anzahl der Getöteten und verhinderte eine Untersuchung des Massakers. Er berichtete den Vorfall auch nicht an den Lieutenant-Governor George Arthur (1784–1854).
Die Katastrophen für den nordwestlichen Stamm setzten sich im Februar 1828 mit einem Hinterhalt von Robbenfängern fort, die einen Mann erschossen und sieben Frauen nach Kangaroo Island entführten. Im März fingen Robbenfänger, die sich in einem Hinterhalt in einer Höhle versteckt hatten, vierzehn Frauen, die an Land schwammen, nachdem sie Krustentiere und Muttonbirds gesammelt hatten. Die Frauen wurden zusammengepfercht, gefesselt und nach Kangaroo Island gebracht, wo sie als Sex-Sklaven dienen mussten.
Lieutenant-Governor Arthur verhängte am 1. November 1828 das Kriegsrecht und erlaubte den umherziehenden Gruppen, Aborigines entweder zu erschießen oder zur Deportation zu fangen (siehe Black War, Black Line).
1830 wurde geschätzt, dass es nur noch 60 Aborigines vom nordwestlichen Stamm gab, nachdem es noch drei Jahre zuvor mehr als 500 gewesen waren. George Augustus Robinson wurde dazu ernannt, die letzten Überlebenden zusammenzutreiben und sie an einen „sicheren Platz“ nach Flinders Island, eine Insel vor Tasmaniens Nordküste, zu verbringen. 1830 fand er in einem Camp der Robbenfänger den 18-jährigen Aborigine Tunnerminnerwait vom Clan der Parperloihener, den die Robbenfänger „Jack of Cape Grim“ nannten, sowie sechs entführte Frauen. Robinson drohte den Robbenfängern mit rechtlichen Maßnahmen, falls sie die Aborigines nicht freilassen würden, und versprach den Aborigines Sicherheit und eine spätere Rückkehr in ihr traditionelles Land. Von Tunnerminnerwait ist bekannt geworden, dass er als 11-jähriger Augenzeuge des Massakers war, bei dem seine gesamte Familie getötet wurde.
Robinson untersuchte auch das Massaker, befragte zwei der Schäfer und besuchte Victory Hill mit einem von ihnen. Er vernahm auch Aborigine-Frauen, die mit Robbenfängern auf Robbins Island lebten. Robinson kam zu dem Schluss, dass etwa 30 Menschen bei dem Vorfall am Cape Grim ermordet worden waren.

## Ort des Massakers
Auf Initiative von drei Gruppen regionaler Aborigines erhielt die Bucht, in der das Massaker stattfand, ihren ursprünglichen Namen Taneneryouer wieder. Die Bucht ernannte der australische Industrieminister Guy Barnett am 31. März 2021 offiziell zur Taneneryouer/Suicide Bay, ein Doppelname. Die Initiative der Aborigines hatte damit ihr Ziel erreicht, die negative Wirkung des britischen Namens Suizide Bay zu eliminieren. Das britisch genannte Cape Grim hat inzwischen auch seinen ursprünglichen Namen Keenacook als Doppelnamen mit Keenacook/Cape Grim ebenfalls erhalten.